# أزالي (فلم)
أزالي (بالإنجليزية: Azali) هُو فيلم دراما غاني صدر سنة 2018 وأخرجه كوابينا غيانسا. اختير الفيلم ليكون الترشيح الرسمي لدولة غانا بخصوص جائزة أفضل فيلم روائي طويل دولي في حفل توزيع جوائز الأوسكار الثاني والتسعين، لكنه لم يُرشح ضمن القائمة النهائية للجائزة. تُعد هذه المرة الأولى التي تُرشح فيها غانا فيلمًا للتنافس ضمن جائزة الأوسكار لأفضل فيلم روائي طويل دولي. رُشح الفيلم أيضا لنيل جائزة أفضل فيلم في لُغة أفريقية في حفل توزيع جوائز الأكاديمية الأفريقية للأفلام الخامس عشر، لكنه لم يفُز بها.

## طاقم التمثيل
- آما أبيبريس في دور جوان.
- أسانا الحسن في دور أمينة.
- أدجيتي أنانغ في دور أكاتوك.
- أكوفا إدجياني أسايدو في دور رقية.
- إيمانويل نيي أدوم كواي في دور كوارتي.
- بيتر ريتشي في دور الرئيس.

## روابط خارجية
أزالي على موقع IMDb (الإنجليزية)
- أزالي على موقع روتن توميتوز (الإنجليزية)
- أزالي على موقع نتفليكس (الإنجليزية)
- أزالي على موقع قاعدة بيانات الفيلم (الإنجليزية)
- أزالي على موقع ليتربوكسد (الإنجليزية)
- أزالي على موقع كينوبويسك (الروسية)